# Клокучка (річка)
Клокучка — річка в Україні у Чернівецькому районі Чернівецької області. Права притока річки Прут (басейн Дунаю).

## Опис
Довжина річки приблизно 10,93 км. Довжина визначається спеціальною комп'ютерною програмою на мапі України. Формується притоками та безіменними струмками.

## Розташування
Бере початок на західній околиці міста Чернівці на місцевості Клокучка, а нині міський житловий мікрорайон. Тече переважно на північний схід через місто та понад парками Шиллера та Федьковича.

## Цікаві факти
- В 2015 році у Чернівці очищали русло річки Клокучки[4].